# 224
224是一個在223和225之間的自然數。

## 數學性質
- 合數，正因數有1、2、4、7、8、14、16、28、32、56、112和224。
質因數分解為{\displaystyle 2^{5}\times 7}。
- 第53個過剩數，真因數和為280，盈度為56。前一個為222、下一個為228。
  - 第54個半完全數，和為本身的其中一組因數為1、 2、 4、 7、 8、 14、 16、 28、 32、 112。前一個為222、下一個為228。
- 第23個佩服數，相減後為本身的因數為28。前一個為222、下一個為234。
- 第68個十进制的哈沙德數。前一個為222、下一個為225。
- 十进制的等數位數。
- {\displaystyle 224^{2}+1=50177}可以組成一個{\displaystyle n^{2}+1}形態的質數。

## 其他領域
- 畿內亞的國際電話區號。
- 太平洋星（224 Oceana）
- 仙女座星系（Andromeda Galaxy，M31，NGC224）是螺旋星系。